# Mohamed El Bachiri
Mohamed El Bachiri (Sint-Agatha-Berchem, 11 juli 1980) is een Marokkaanse Belg, woonachtig in Sint-Jans-Molenbeek.  Hij was metrobestuurder tot zijn vrouw Loubna Lafquiri als enige moslim omkwam in de metro bij de aanslagen in Brussel op 22 maart 2016. Op 9 december 2016 gaf hij een opgemerkte speech voor TEDxHilversum, Un jihad de l'amour en bracht die twee weken later opnieuw in De Afspraak. 

## Vooroordelen en discriminatie
Heel zijn leven lang had Mohamed El Bachiri last van vooroordelen en zelfs discriminatie. Zo zegt hij zelf "Door mijn naam, godsdienst en de trieste reputatie van mij gemeente beschouwt een deel van de bevolking – en van de wereld – mij als een potentiële terrorist. En dat doet pijn." In zijn boek een jihad van de liefde zijn er dan ook enkele tragische voorbeelden te lezen. Zo werd hij niet toegelaten in een discotheek met als enige verklaring "De baas houdt niet van Marokkanen.", of werd hij meer gecontroleerd door de politie zonder enige reden. 

## Een jiad van de liefde (un jihad de l'amour)
Al deze vooroordelen en discriminatie deden hem pijn. Zeker na het overleiden van zijn vrouw op bij de aanslagen in Brussel op 22 maart 2016. Door al zijn woede en verdriet roepte hij op tot een "jiad". Het woord jihad heeft twee betekenissen:
- Strijd om het domein van de Islam te verdedigen.
- Inspanning die iedere moslim moet aangaan tegen zijn eigen hartstochten.

Mohamed had het zijn toespraak over de tweede jihad, een inspanning die ieder moslim moet aangaan tegen zijn eigen hartschoten. Dit wilt gewoonweg zeggen: "een inspanning dat je als moslim moet aangaan om goed te leven, en goed te doen voor je naasten". Dit is volgens Mohamed ook de oplossing, de oplossing voor oorlog, geweld en discriminatie. Als men zich wat meer zou inspannen voor liefde en respect zou de wereld er veel mooier uit zien. 

## Bestseller 60
| Boeken met noteringen in de Nederlandse Bestseller 60 | Jaar van verschijnen | Datum van binnenkomst | Hoogste positie | Aantal weken | Opmerkingen                             |
| ----------------------------------------------------- | -------------------- | --------------------- | --------------- | ------------ | --------------------------------------- |
| Jihad van liefde                                      | 2017                 | 15-03-2017            | 1(1wk)          | 27           | in samenwerking met David Van Reybrouck |